# Michael Harris II
Michael Harris II (Condado de DeKalb, Georgia, 7 de marzo de 2001) es un jugador profesional estadounidense de béisbol que se desempeña en la posición de jardinero central en Atlanta Braves, equipo de las Grandes Ligas de Béisbol (MLB).

## Carrera
Harris fue seleccionado en la tercera ronda en el Draft de la MLB de 2019. En 2022 hizo su debut profesional con el equipo Atlanta Braves, donde lleva jugando cuatro temporadas.